# OneFootball (медијска компанија)
OneFootball је фудбалска медијска компанија из Немачке. OneFootball апликација пише о резултатима уживо, статистици и фудбалским вестима из 200 лига на 12 различитих језика, на челу са новинском агенцијом смештеном у Берлину. OneFootball је 2019. склопио партнерство са Eleven Sports да преноси уживо утакмице Ла Лиге у Великој Британији и са Sky да емитује мечеве 2. Бундеслиге и ДФБ-Покала у Немачкој. Током 2020. OneFootball је купио видео-форум Dugout. Причајући о томе за Блумберг, Лукас фон Кранах, извршни директор OneFootball-а је рекао да ће тај потез "користити целом фудбалском екосистему тиме што ће клубови, фудбалски савези и лиге моћи да повећају домет публике и искористе наше моћне увиде у податке, како би стекли боље разумевање о улози својих навијача". 
Извршни директор OneFootball-a Лукас фон Кранах 

## Почетак
Компанија је основана под именом Motain од стране Лукаса фон Кранаха у Бохуму 2008. У 2009. Фон Кранах је покренуо iLigu („THE” међународна фудбалска апликација). Пошто је седиште пребачено у Берлин, Motain и његови производи (iLiga и THE фудбалска апликација) су спојене у један медиј под називом OneFootball. Дана 7. септембра 2016. OneFootball је представљен у Епл-овој презентацији у Сан Франциску за издавање watchOS-а 3. Менаџмент тим, укључујући Силке Куисле као главног финансијског директора, проширен је 2018. доласком бившег главног извршног директора Пуме Франца Коха, на место главног оперативног директора и Патрика Фишера, бившег извршног директора SPORT1MEDIA, на место главног бизнис директора. Дана 15. децембра 2020. компанија OneFootball је купила Dugout, мултимедијални видео-форум за, како је наведено 61 милион долара.